# San Vicente Tancuayalab
San Vicente Tancuayalab là một đô thị thuộc bang San Luis Potosí, México. Năm 2005, dân số của đô thị này là 13358 người.